# Mistrzostwa Serbii i Czarnogóry w piłce nożnej mężczyzn
Mistrzostwa Serbii i Czarnogóry w piłce nożnej (serb. Prvenstvo Srbije i Crne Gore u fudbalu, serb. cyr. Првенство Србије и Црне Горе у фудбалу) – rozgrywki piłkarskie, prowadzone cyklicznie – corocznie lub co sezonowo (na przełomie dwóch lat kalendarzowych) – mające na celu wyłonienie najlepszej męskiej drużyny w FR Jugosławii, a od 2003 w Serbii i Czarnogórze. Po raz pierwszy organizowane w 1992 roku, gdy od SFR Jugosławii odłączyły się Chorwacja, Bośnia i Hercegowina, Macedonia i Słowenia, a w 2006 zostały rozwiązane po rozpadzie Serbii i Czarnogóry na dwa niepodległe państwa.

## Historia
Mistrzostwa FR Jugosławii w piłce nożnej rozgrywane są od 1992 roku, po powstaniu FR Jugosławii 27 kwietnia 1992. Do 2006 rozgrywki odbywały się w wielopoziomowych ligach: Prva liga Srbije i Crne Gore (do 2003 Prva liga SR Јugoslavije), Druga liga Srbije, Druga liga Crne Gore (do 2003 Druga liga SR Јugoslavije) oraz niższych klasach regionalnych.
Po zastąpieniu w 1992 jugosłowiańskiej federacji piłkarskiej przez federację piłkarską FR Jugosławii – FSSRJ (serb. Fudbalski Savez Savezne Republike Jugoslavije), rozpoczął się proces zorganizowania pierwszych ligowych Mistrzostw Federalnej Republiki Jugosławii w sezonie 1992/93. W rozgrywkach brało udział 19 zespołów, grając systemem kołowym. Jeden zespół FK Borac Banja Luka był z Bośni i Hercegowiny, ale swoje mecze domowe grał w Belgradzie i Valjevo. Zwycięzca turnieju otrzymywał tytuł mistrza FR Jugosławii, a od 2003 mistrza Serbii i Czarnogóry.
4 lutego 2003 zmieniono nazwę państwa na Serbia i Czarnogóra, również Związek Piłkarski przyjął nazwę FSSCG (serb. Fudbalski Savez Srbije i Crne Gore).
3 czerwca 2006 r. proklamowano niepodległość przez Czarnogórę. Po referendum Serbia i Czarnogóra stały się oddzielnymi państwami. W sezonie 2005/06 odbyły się ostatnie rozgrywki zawodowej Prvej ligi Srbije i Crne Gore.

## Mistrzowie i pozostali medaliści
| Sezon    | K | K | T | Mistrz                | Wicemistrz            | III miejsce           | Br. | Król strzelców                                                 | Uwagi                   |
| 1992/93  |   |   | 1 | Partizan Belgrad      | Crvena zvezda Belgrad | Vojvodina Nowy Sad    | 22  | Anto Drobnjak (Crvena zvezda), Vesko Mihajlović (FK Vojvodina) | 19 klubów               |
| 1993/94  |   |   | 2 | Partizan Belgrad      | Crvena zvezda Belgrad | Rad Belgrad           | 21  | Savo Milošević (Partizan Belgrad)                              | 20 klubów, 2gr.+2 rundy |
| 1994/95  |   |   | 1 | Crvena zvezda Belgrad | Partizan Belgrad      | Vojvodina Nowy Sad    | 30  | Savo Milošević (Partizan Belgrad)                              | 20 klubów, 2gr.+2 rundy |
| 1995/96  |   |   | 3 | Partizan Belgrad      | Crvena zvezda Belgrad | Vojvodina Nowy Sad    | 23  | Vojislav Budimirović (Čukarički Stankom)                       | 20 klubów, 2gr.+2 rundy |
| 1996/97  |   |   | 4 | Partizan Belgrad      | Crvena zvezda Belgrad | Vojvodina Nowy Sad    | 21  | Zoran Jovičić (Čukarički Stankom)                              | 12 klubów               |
| 1997/98  |   |   | 1 | Obilić Belgrad        | Crvena zvezda Belgrad | Partizan Belgrad      | 27  | Saša Marković (Železnik Belgrad/Crvena zvezda)                 | 12 klubów               |
| 1998/991 |   |   | 5 | Partizan Belgrad      | Obilić Belgrad        | Crvena zvezda Belgrad | 16  | Dejan Osmanović (Hajduk Kula)                                  | 18 klubów               |
| 1999/00  |   |   | 2 | Crvena zvezda Belgrad | Partizan Belgrad      | Obilić Belgrad        | 27  | Mateja Kežman (Partizan Belgrad)                               | 21 klubów               |
| 2000/01  |   |   | 3 | Crvena zvezda Belgrad | Partizan Belgrad      | Obilić Belgrad        | 27  | Petar Divić (OFK Beograd)                                      | 18 klubów               |
| 2001/02  |   |   | 6 | Partizan Belgrad      | Crvena zvezda Belgrad | FK Smederevo          | 27  | Zoran Đurašković (Mladost Lučani)                              | 18 klubów               |
| 2002/03  |   |   | 7 | Partizan Belgrad      | Crvena zvezda Belgrad | OFK Belgrad           | 22  | Zvonimir Vukić (Partizan Belgrad)                              | 18 klubów               |
| 2003/04  |   |   | 4 | Crvena zvezda Belgrad | Partizan Belgrad      | Železnik Belgrad      | 19  | Nikola Žigić (Crvena zvezda)                                   | 16 klubów               |
| 2004/05  |   |   | 8 | Partizan Belgrad      | Crvena zvezda Belgrad | Zeta Golubovci        | 21  | Marko Pantelić (Crvena zvezda)                                 | 16 klubów               |
| 2005/06  |   |   | 5 | Crvena zvezda Belgrad | Partizan Belgrad      | Voždovac Belgrad      | 20  | Srđan Radonjić (Partizan Belgrad)                              | 16 klubów               |

Uwagi:
1 W marcu 1999 rozpoczęły się naloty sił NATO na FR Jugosławii (operacja Allied Force), wskutek których doszło do przerwania rozgrywek sezonu 1998/99 po 24 kolejkach. Rozgrywki nie zostały dokończone, a tytuł przyznano aktualnemu liderowi, drużynie Partizan Belgrad.

## Statystyka

### Klasyfikacja według klubów
W dotychczasowej historii Mistrzostw Serbii i Czarnogóry na podium oficjalnie stawało w sumie 10 drużyn. Liderem klasyfikacji jest Partizan Belgrad, który zdobył 8 tytułów mistrzowskich.
| Lp. | Klub                  | Miejsca na podium | Miejsca na podium | Miejsca na podium | Zwycięskie sezony                             |   |   |                                                                        |
| --- | --------------------- | ----------------- | ----------------- | ----------------- | --------------------------------------------- | - | - | ---------------------------------------------------------------------- |
| Lp. | Klub                  | 1.                | Partizan Belgrad  | 8                 | Zwycięskie sezony                             | 5 | 1 | 1992/93, 1993/94, 1995/96, 1996/97, 1998/99, 2001/02, 2002/03, 2004/05 |
| 2.  | Crvena zvezda Belgrad | 5                 | 8                 | 1                 | 1994/95, 1999/2000, 2000/01, 2003/04, 2005/06 |   |   |                                                                        |
| 3.  | Obilić Belgrad        | 1                 | 1                 | 2                 | 1997/98                                       |   |   |                                                                        |
| 4.  | Vojvodina Nowy Sad    | 0                 | 0                 | 4                 |                                               |   |   |                                                                        |
| 5.  | FK Smederevo          | 0                 | 0                 | 1                 |                                               |   |   |                                                                        |
| 5.  | OFK Belgrad           | 0                 | 0                 | 1                 |                                               |   |   |                                                                        |
| 5.  | Rad Belgrad           | 0                 | 0                 | 1                 |                                               |   |   |                                                                        |
| 5.  | Voždovac Belgrad      | 0                 | 0                 | 1                 |                                               |   |   |                                                                        |
| 5.  | Zeta Golubovci        | 0                 | 0                 | 1                 |                                               |   |   |                                                                        |
| 5.  | Železnik Belgrad      | 0                 | 0                 | 1                 |                                               |   |   |                                                                        |

### Klasyfikacja według miast
Siedziby klubów: Stan na maj 2017.
| Miasto  | Liczba tytułów | Kluby                                                       |
| ------- | -------------- | ----------------------------------------------------------- |
| Belgrad | 14             | Partizan Belgrad (8), Crvena zvezda (5), Obilić Belgrad (1) |

## Uczestnicy
Są 42 zespoły, które wzięli udział w 14 sezonach Mistrzostw Serbii i Czarnogóry (FR Jugosławii), które były prowadzone od sezonu 1992/93 aż do sezonu 2005/06 łącznie. Tylko Crvena zvezda, Hajduk Kula, Partizan Belgrad, Vojvodina Nowy Sad, Zemun Belgrad byli zawsze obecni w każdej edycji.
- 14 razy: Crvena zvezda Belgrad, Hajduk Kula, Partizan Belgrad, FK Vojvodina, Zemun Belgrad
- 12 razy: OFK Beograd, FK Rad
- 11 razy: Budućnost Podgorica, Obilić Belgrad
- 9 razy: Sutjeska Nikšić
- 8 razy: Čukarički Stankom, Proleter Zrenjanin, Radnički Nisz, FK Smederevo, Železnik Belgrad
- 7 razy: Borac Čačak
- 6 razy: Napredak Kruševac, Zeta Golubovci
- 5 razy: FK Bečej, Mogren Budva, Radnički Belgrad, Spartak Subotica
- 4 razy: Mladost Lučani, Radnički Kragujevac, Rudar Pljevlja
- 3 razy: Milicionar Belgrad, Sloboda Užice
- 2 razy: Budućnost Banatski Dvor, Hajduk Belgrad, Javor Ivanjica, FK Loznica, OFK Kikinda, KF Priština, Radnički Obrenovac
- 1 razy:  Borac Banja Luka, Jastrebac Nisz, Jedinstvo Bijelo Polje, Kom Podgorica, Mladost Apatin, Mladost Bački Jarak, FK Voždovac, Zvezdara Belgrad